# Werner Friedrich
Werner Friedrich (* 24. Dezember 1886 in Gumbinnen in Ostpreußen; † 4. November 1966 in Bad Honnef) war ein deutscher Verwaltungsjurist.

## Leben und Beruf
Nach bestandenem Staatsexamen und anschließender Referendarzeit war Friedrich 1915–18 als Stadt- und Kreishauptmann im litauischen Kaunas tätig. 1921 erfolgte seine Berufung zum Referenten am Oberpräsidium in Königsberg/Ostpreußen. 1924 bis 1932 fungierte er als Landrat im ostpreußischen Mohrungen.
Im Zuge der Absetzung der preußischen Staatsregierung Braun-Severing (Preußenschlag) im Juli 1932 ernannte die Regierung Papen Friedrich zum Regierungspräsidenten im Regierungsbezirk Königsberg. Aus diesem Amt musste er 1936 nach Differenzen mit dem NSDAP-Gauleiter Erich Koch ausscheiden. Ab 1937 fungierte er kurzzeitig als Vorsteher des Sparkassen- und Giroverbandes Ostpreußen, ehe er 1938 als Ministerialdirigent an den Rechnungshof des Deutschen Reiches berufen wurde.
Zwischen 1948 und 1965 wirkte er als Vorsitzender des Vorstands des Königsberger Diakonissenmutterhauses der Barmherzigkeit. Nach Angaben des Mutterhauses hat er dazu beigetragen, die Grundlagen für ein Weiterbestehen des Mutterhauses nach der Vertreibung zu schaffen.
Friedrich wohnte zuletzt in Bad Honnef und wurde dort auf dem Neuen Friedhof beigesetzt.

## Auszeichnungen
- 1951: Großes Verdienstkreuz[4]